# Arthur Laffer
Arthur Laffer (14 de agosto de 1940) é um economista americano. Concentrou seus estudos no setor público, sendo o pai e forte defensor da corrente da Economia pelo lado da oferta e membro da equipe no governo Reagan. Seu trabalho mais notável é a Curva de Laffer, que trata da relação entre o valor arrecadado com tributos por um governo e todas as possíveis razões de taxação.